# إيلي ستراند
إيلي ستراند (بالإنجليزية: Eli Strand)‏ هو لاعب كرة قدم أمريكية أمريكي، ولد في 11 فبراير 1943 في برونكسفيل في الولايات المتحدة، وتوفي في 2 يناير 2008.

## وصلات خارجية
- إيلي ستراند على موقع مرجع كرة القدم المحترفة.كوم (الإنجليزية)